# Раух, Кристиан Даниэль
Кристиан Даниэль Ра́ух (нем. Christian Daniel Rauch; 2 января 1777, Арользен, земля Гессен — 3 декабря 1857, Дрезден, Саксония) — немецкий скульптор академического классицизма. Наряду со своим учителем Иоганном Готфридом Шадовом был основателем и одним из главных представителей берлинской классицистической школы скульптуры начала XIX века, так называемого прусского эллинизма.

## Биография
Раух родился в небогатой семье. Он был вторым из шести братьев и сестёр. Двое ребёнка уже умерли к тому времени, когда он родился, и ещё двое последовали за ними, когда Рауху было два и двадцать лет соответственно. Его родители не имели средств на обучение сына у известных мастеров. Отец Георг служил в прусской армии, затем устроился камердинером к герцогу вальдекскому. Раух учился сначала у вальдекского скульптора Фридриха Валентина, затем у Иоганна Кристиана Руля в Касселе.

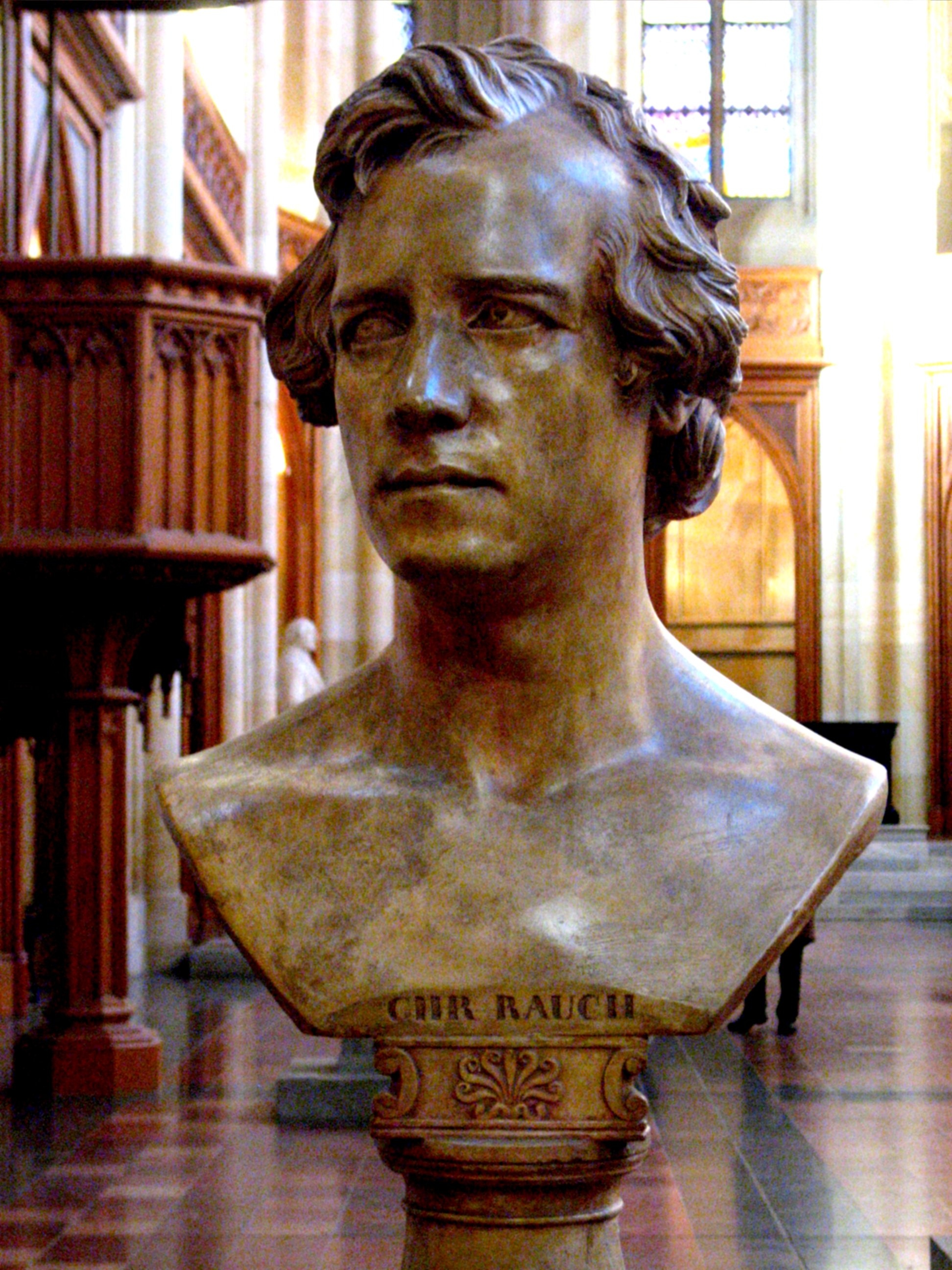
К. Д. Раух. Автопортрет. 1828. Гипс тонированный

После смерти отца в 1796 году его брат Фридрих, который был на одиннадцать лет старше его и стал придворным садовником, а затем камердинером прусского короля Фридриха Вильгельма II во дворце Сан-Суси в Потсдаме, присматривал за семьей. Когда в 1797 году умер его брат, двадцатилетнему Кристиану Даниэлю пришлось заботиться о матери и младшем брате Людвиге. В том же году он приехал в Берлин, сменил брата и стал камердинером короля, а после его смерти в ноябре 1797 года остался в этой должности при новом короле Фридрихе Вильгельме III, который, как и его супруга, королева Луиза, не только не препятствовал художественным занятиям молодого скульптора, но и всячески им способствовал. Так Кристиан Даниэль Раух стал изучать историю искусства и археологию в Прусской королевской академии искусств в Берлине. В свободное время он занимался лепкой из глины. По одной из версий королева Луиза, увидев однажды как он моделирует её черты лица из воска, отправила его учиться в Академию художеств. В академии он выполнил несколько рельефов по эскизам Иоганна Готфрида Шадова и с 1803 года был официальным помощником академического скульптора.
Раух сопровождал королеву Луизу в её путешествиях. В 1803 году он выполнил бюст королевы. По рекомендации Шадова король Фридрих Вильгельм III даровал Рауху стипендию на шесть лет для учёбы в Риме. В возрасте двадцати семи лет Раух отправился в Италию, чтобы сопровождать молодого графа Карла Сандрецкого. Его путь пролегал через Германию, Швейцарию, Францию. Вскоре после прибытия в Рим он был представлен Вильгельму фон Гумбольдту, прусскому посланнику в Ватикане. Они подружились, и Гумбольдт познакомил скульптора со многими художниками и учёными. В Италии Раух сблизился с выдающимися художниками, в том числе с Бертелем Торвальдсеном, Кристианом Тиком и Антонио Кановой.
В 1811 году Раух был вызван обратно в Берлин для участия в конкурсе на надгробный памятник только что умершей королевы Луизы для саркофага в мавзолее Шарлоттенбургa в Берлине. Раух получил заказ на создание лежащей фигуры покойной королевы. В 1811—1812 годах он сделал гипсовую модель. Выполнение заказа усложнялось тем, что Раух проводил все мраморные работы в Риме, но король хотел видеть скульптуру, сделанную именно в Берлине. В 1812 году Раух всё же отправил гипсовую модель в Италию, чтобы завершить скульптуру и саркофаг в Карраре. Законченная скульптура была установлена в 1814 году в специально построенном мавзолее в Шарлоттенбурге по проекту архитектора Карла Фридриха Шинкеля (авторское повторение головы скульптуры имеется в Эрмитаже).
«Мраморная скульптура королевы, одетой в лёгкое одеяние, очаровательно обнажающее фигуру, возлежит на простом саркофаге. Эта работа, одна из самых интересных в современной немецкой скульптуре, принесла Рауху европейскую известность. Подобный памятник королевы, ещё более удачный, был установлен в парке Сан-Суси в Потсдаме».
В 1819 году Раух окончательно поселился в Берлине. В свою мастерскую на Клостерштрассе в помещении бывшего склада он пригласил Тика с четырьмя самыми искусными итальянскими мастерами-мраморщиками. Его «дом» стал местом зарождения новой берлинской школы скульптуры. Сам Раух был непрестанно активен, до самой старости не позволял себе отдыха, и временами он был одним из самых занятых скульпторов во всей Европе.
По заказу короля Раух выполнил мраморные статуи генералов фон Шарнхорста и фон Бюлова, они были начаты в Карраре. До 1824 года им было выполнено, кроме статуй, около семидесяти портретных бюстов. В 1826 году Раух создал статую фельдмаршала Блюхера, вылитую из бронзы и установленную в Берлине, бюст Торвальдсена для музея этого художника в Копенгагене, множество других работ. В дополнение ко многим статуям принцев и генералов, скульптор выполнил бронзовые и мраморные бюсты Гёте и Дюрера, памятник двум польским князьям Мечиславу и Болеславу в соборе Познани (1840); статую Альбрехта Дюрера для Нюрнберга (1840), памятник Максу Йозефу (королю Баварии Максимилиану I Иосифу, 1833—1835) в Мюнхене, отдельные бюсты для мемориала Вальхаллы в Регенсбурге (включая портреты Антона Рафаэля Менгса и Герхарда фон Шарнхорста), а также аллегорические фигуры для Национального памятника освободительных войн в Кройцберге в Берлине.
Важное место в творчестве Рауха занимает мраморная скульптурная группа «Вера, любовь, надежда», выполненная в дар родному городу; она была установлена рядом с алтарем в городской церкви в Арользене и нашла новое место в стенной нише после реконструкции церкви в 1957 году.
В 1849 году Раух сделал надгробный памятник короля Фридриха Вильгельма III, затем выполнил статуи военачальников Йорка и Гнейзенау. Вершиной его художественной карьеры стал государственный заказ на создание конной статуи Фридриха Великого в Берлине. Вместе с архитектором Шинкелем он начал работу над моделями в 1850 году. Монумент был торжественно открыт в мае 1851 года и считается одним из шедевров немецкой скульптурной школы. Этим произведением он окончательно опередил своего учителя Шадова. Раух работал также в неоготическом стиле, называемом в Пруссии «древнегерманским» (нем. Altdeutsch).

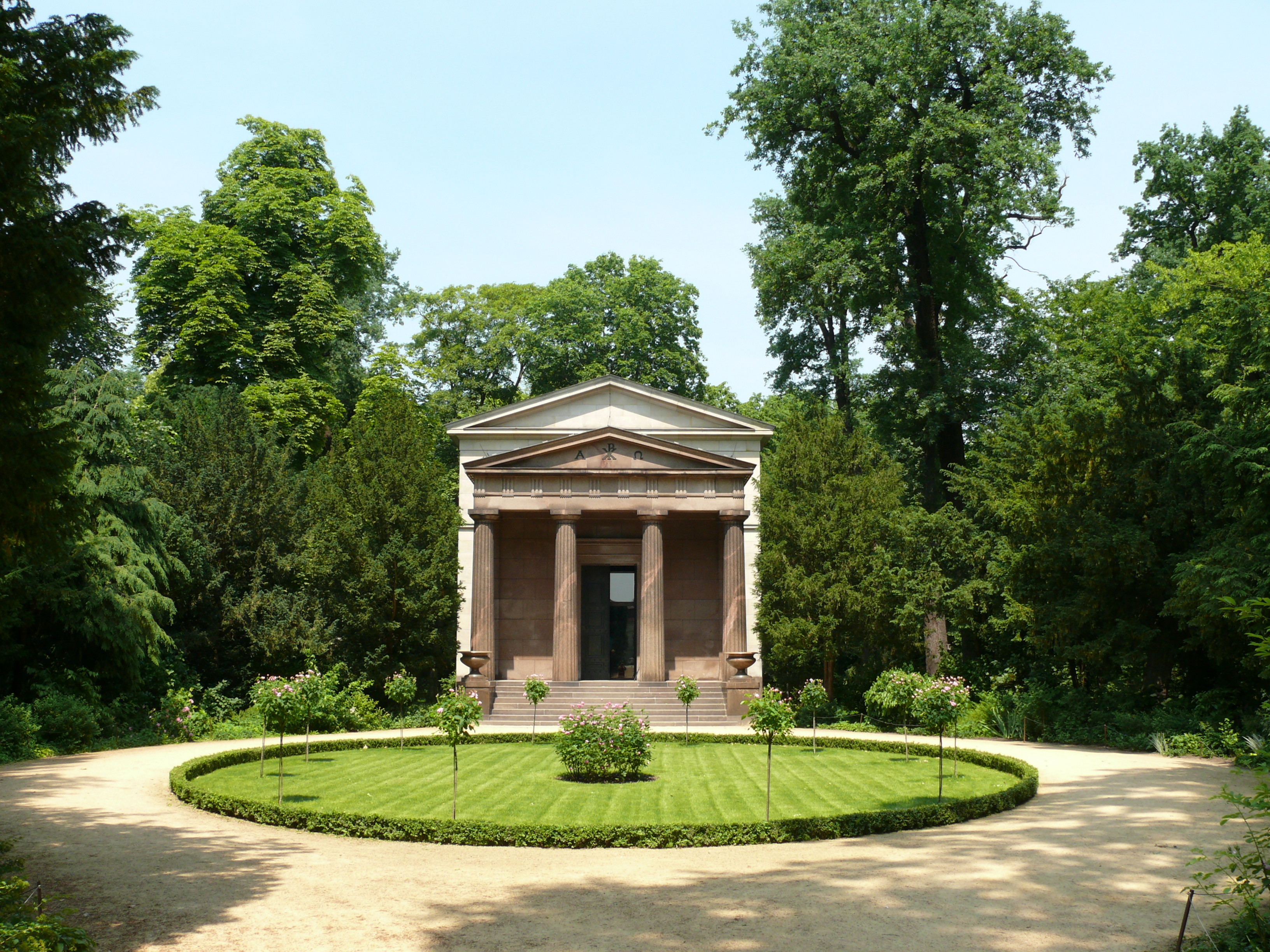
Мавзолей в парке Шарлоттенбургского дворца
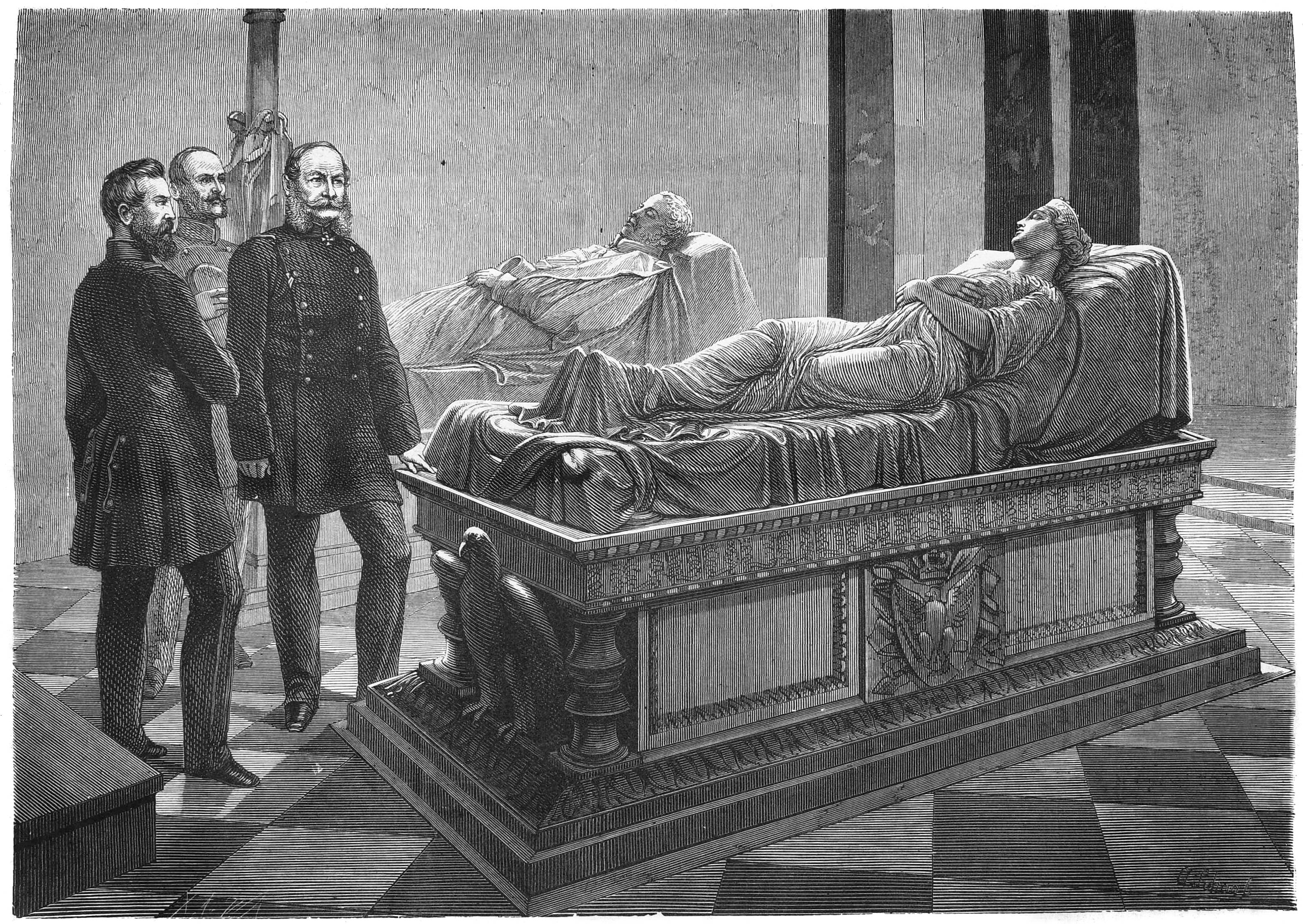
Саркофаг Луизы Прусской. Гравюра 1870 г.
Надгробный монумент королевы Луизы Прусской. Деталь. 1814. Мрамор. Шарлоттенбург, Берлин
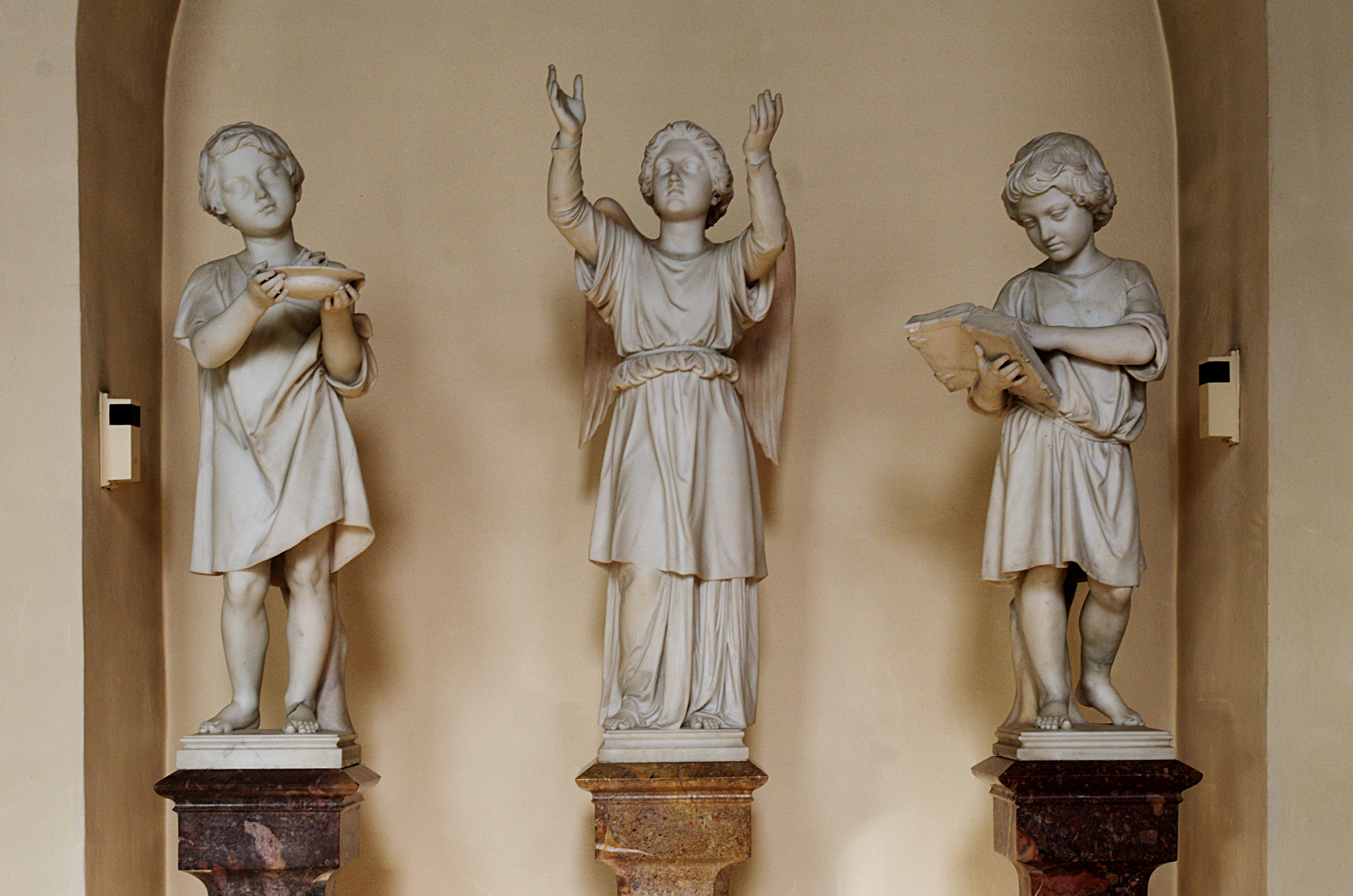
Вера, Любовь и Надежда. 1852. Мрамор. Городская церковь Бад-Арользена
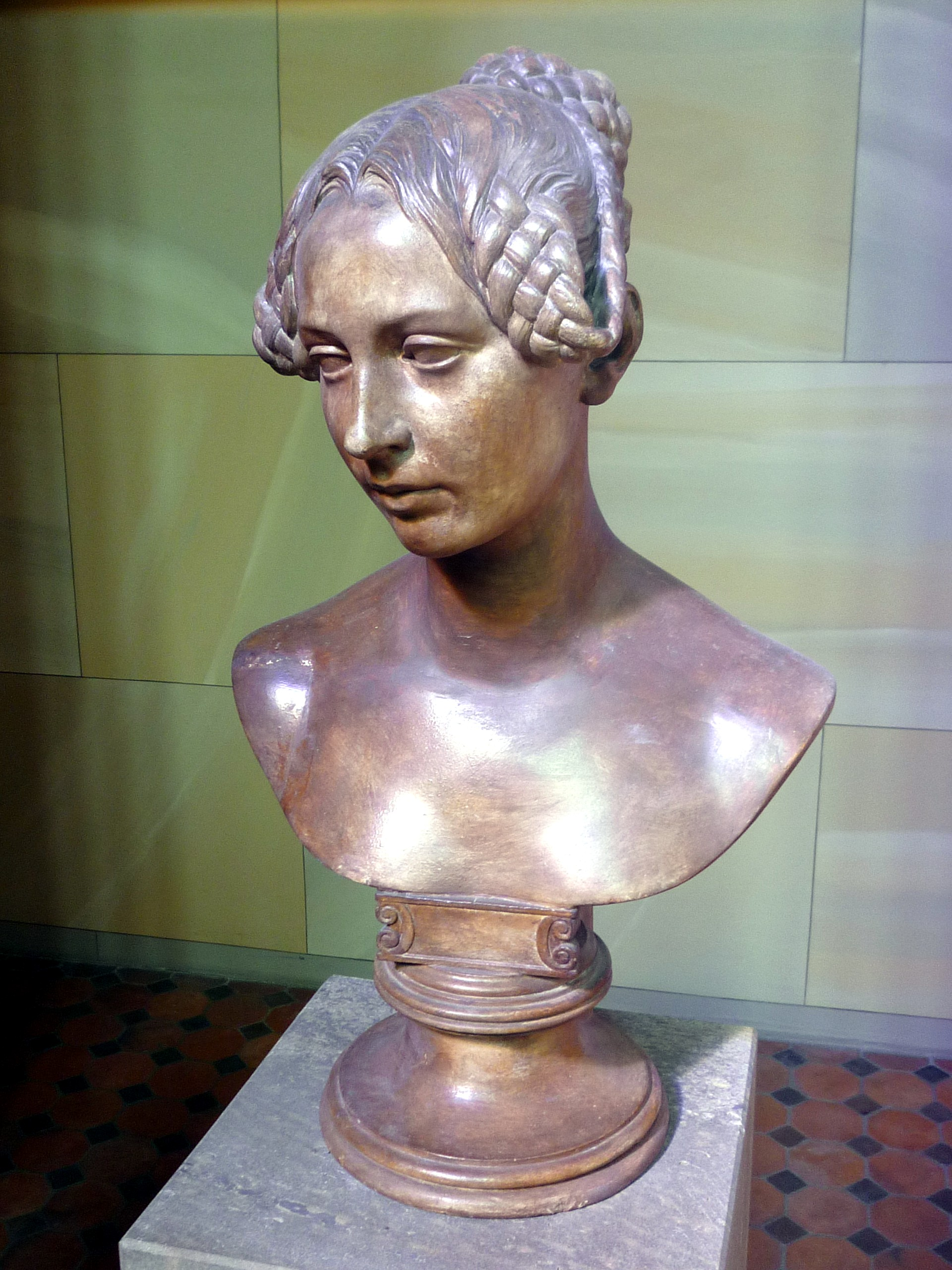
Принцесса Леонтина фон Радзивилл. 1836. Бронза. Фридрихсвердерская церковь (Музей К. Ф. Шинкеля), Берлин
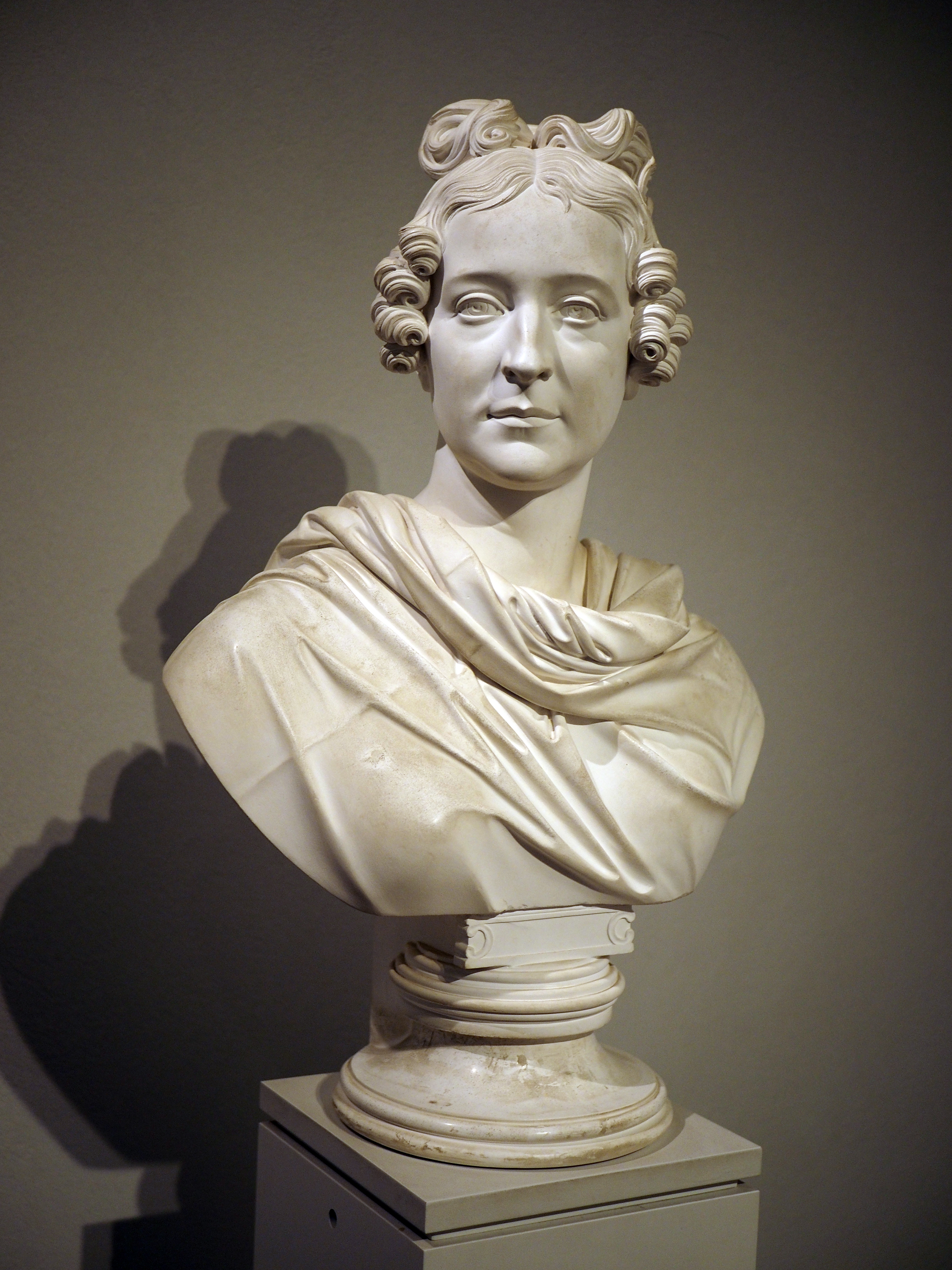
Бюст принцессы Луизы. 1823. Гипсовый слепок
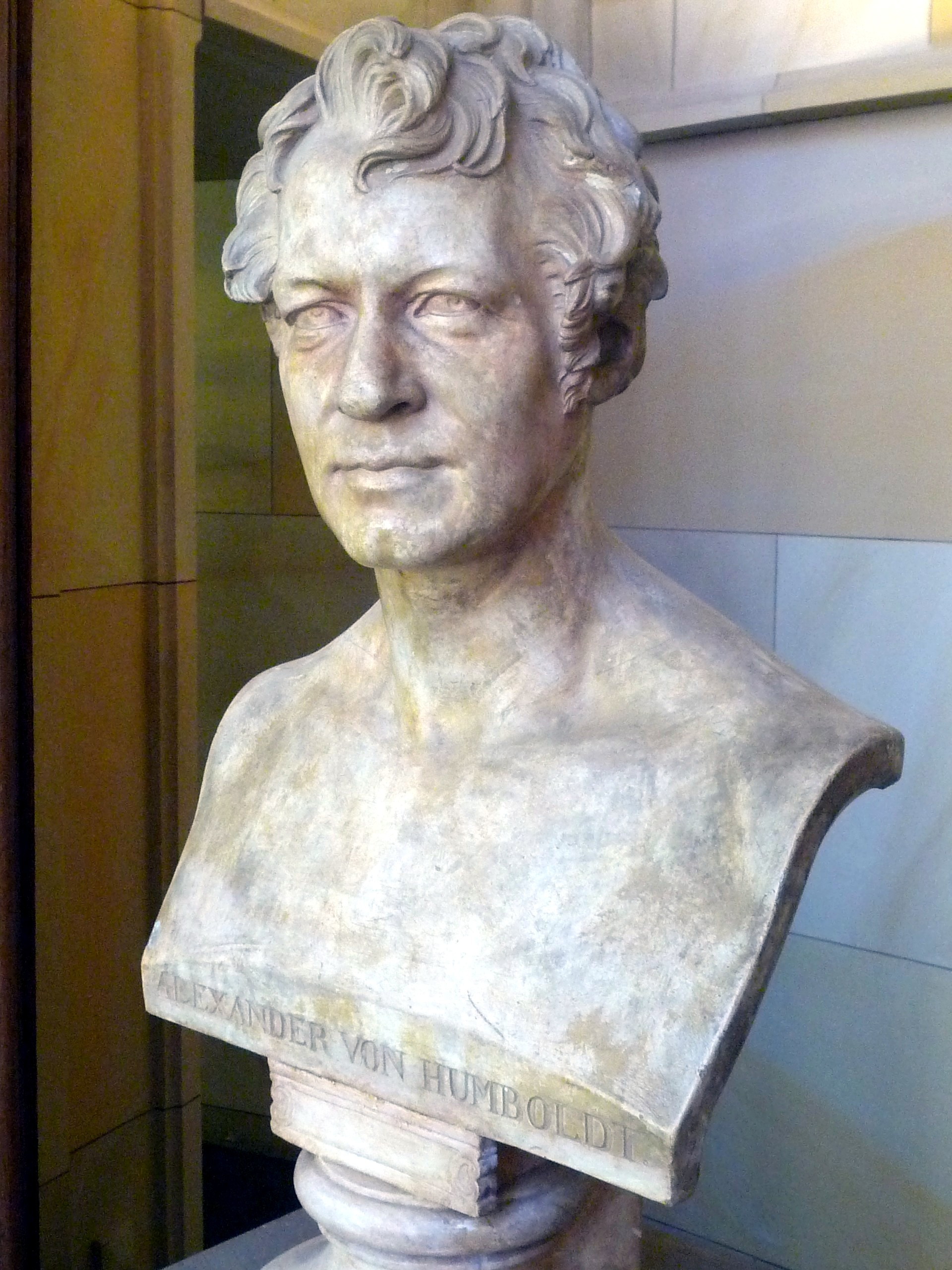
Александр фон Гумбольдт. 1823. Мрамор. Фридрихсвердерская церковь (Музей К. Ф. Шинкеля), Берлин
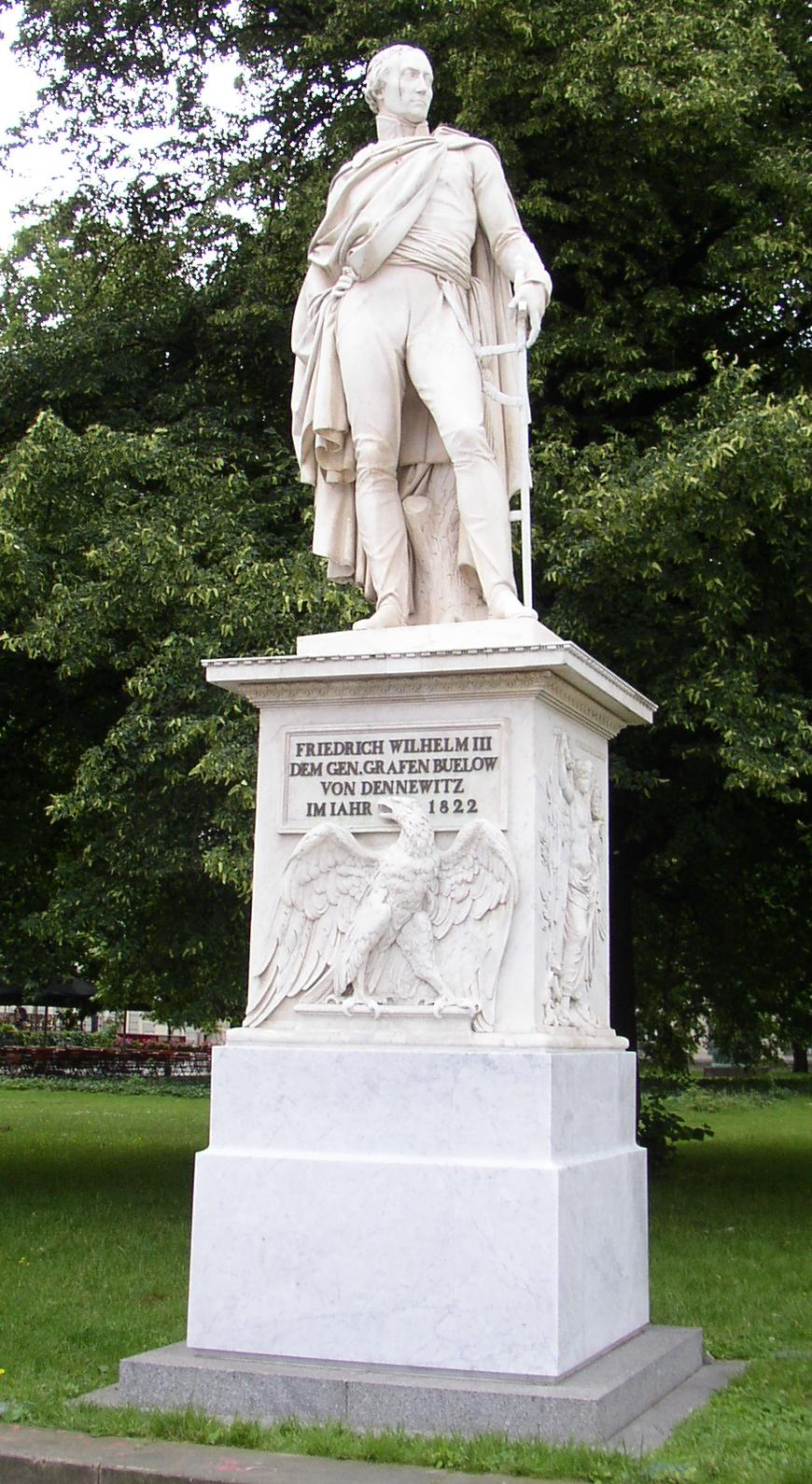
Мемориал Ф. В. фон Бюлова. 1822. Мрамор. Берлин-Митте
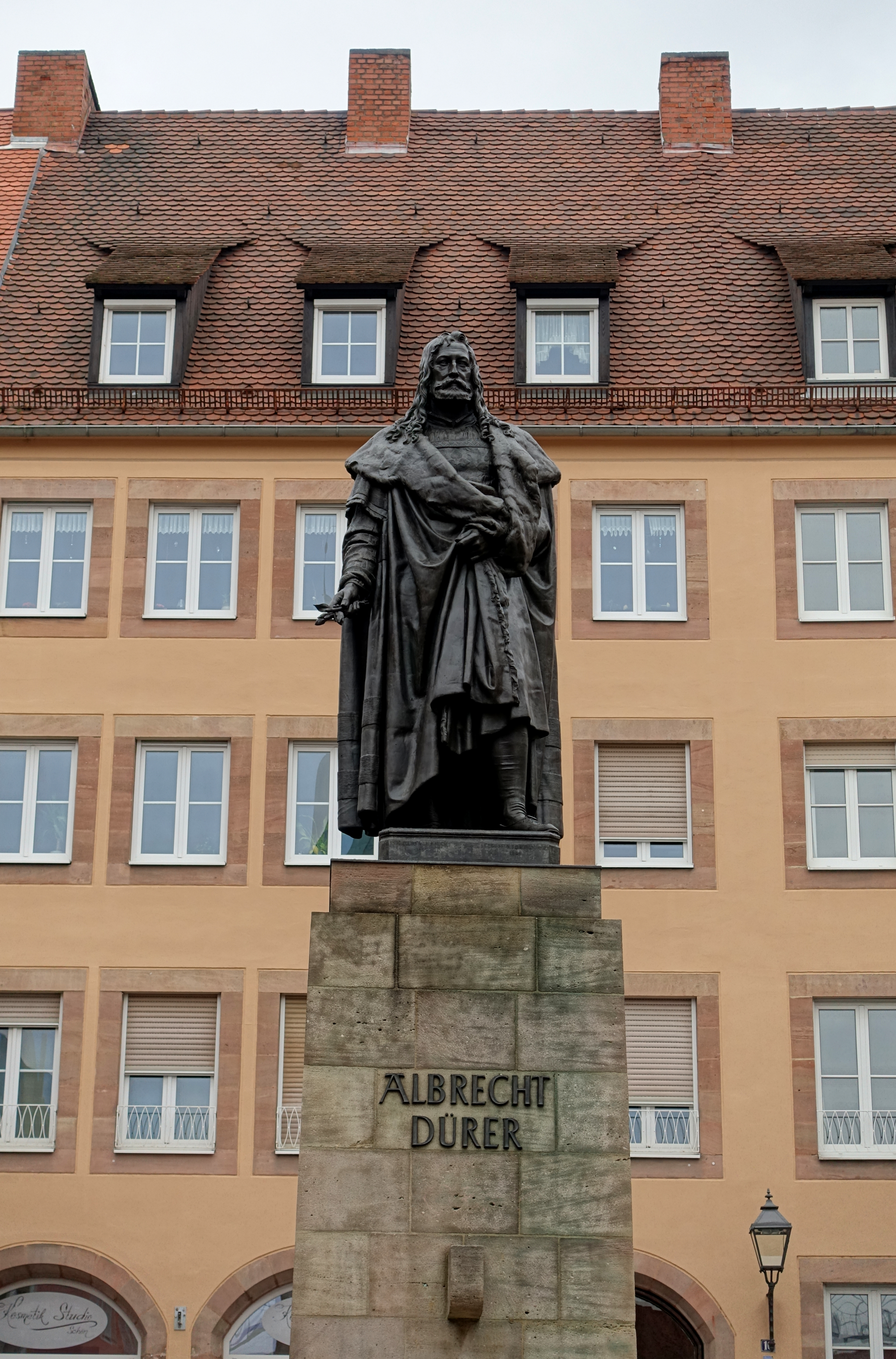
Памятник Альбрехту Дюреру в Нюрнберге. 1840. Бронза
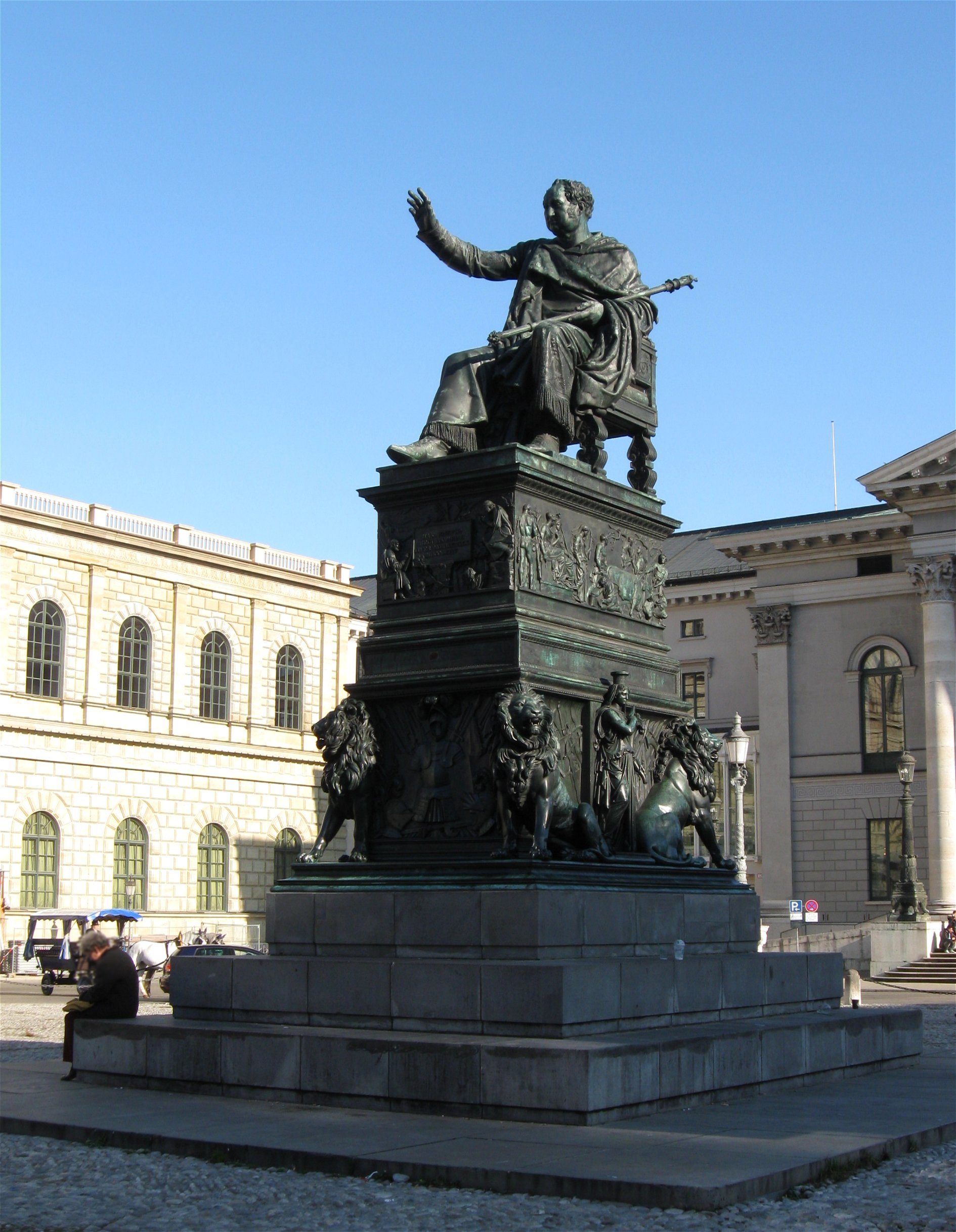
Памятник королю Баварии Максимилиану I Иосифу. Архитектор Лео фон Кленце. 1833—1835. Макс-Йозеф-Плац, Мюнхен
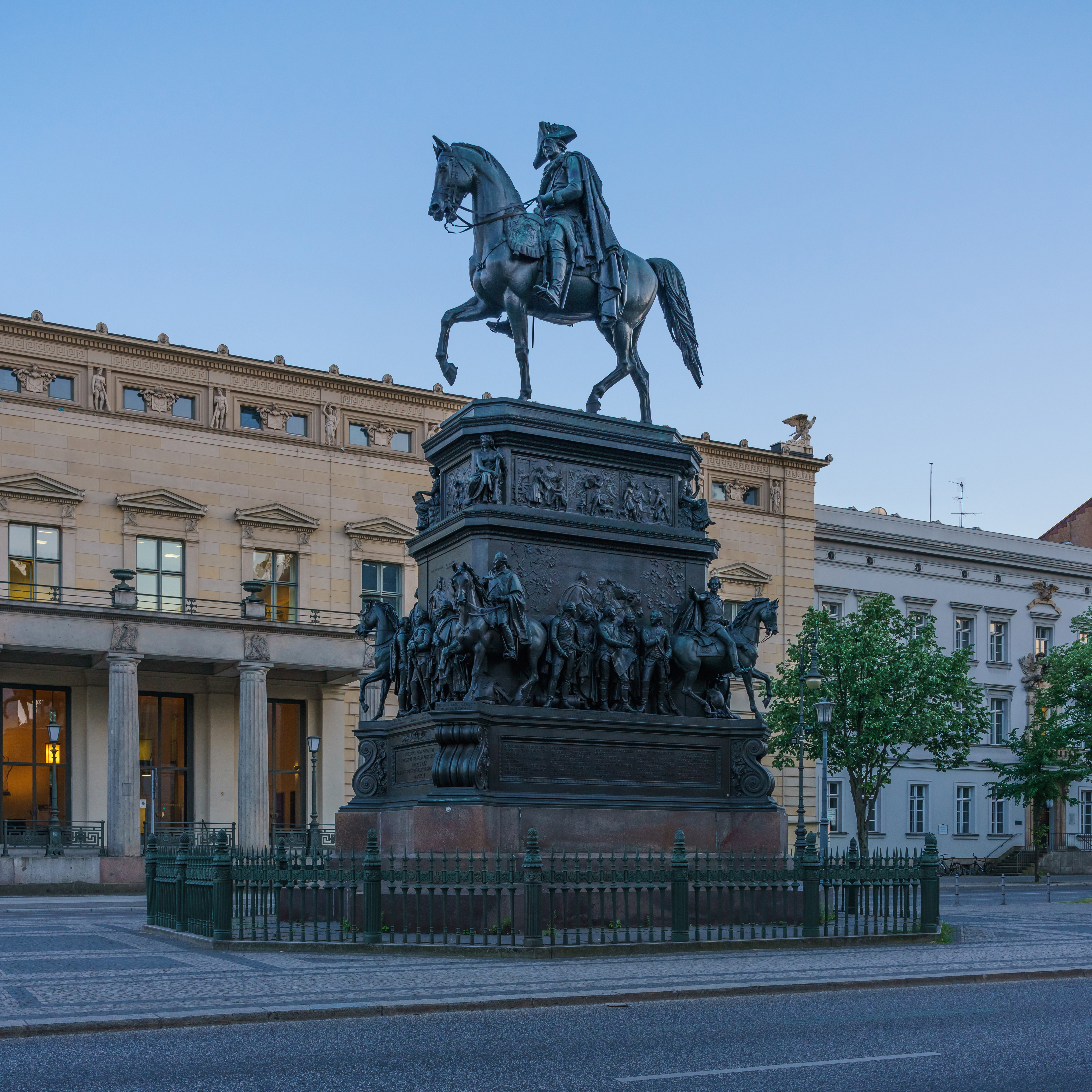
Конная статуя Фридриха Великого в Берлине. 1851. Бронза
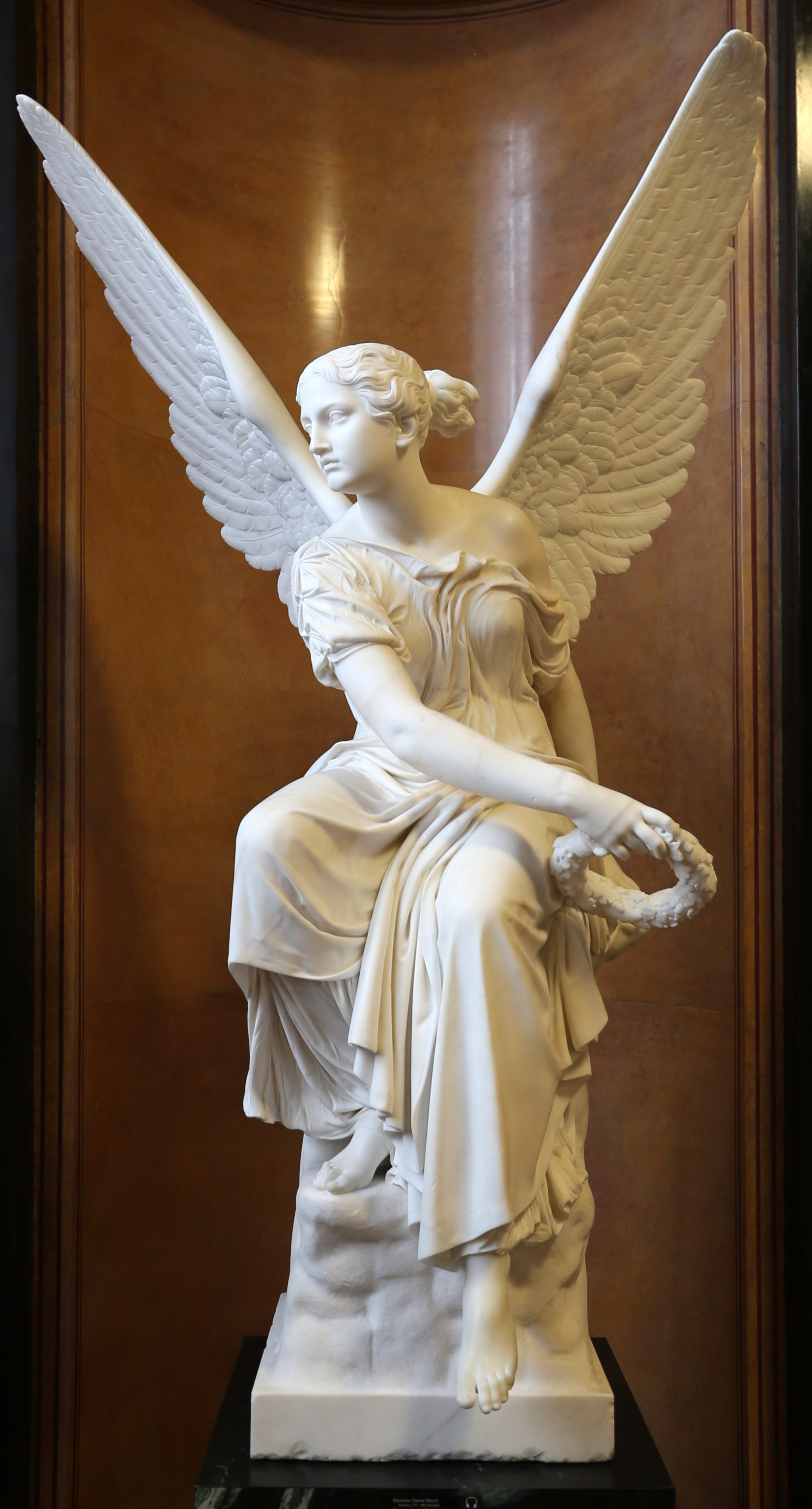
Виктория. 1838—1845. Мрамор. Старая национальная галерея, Берлин
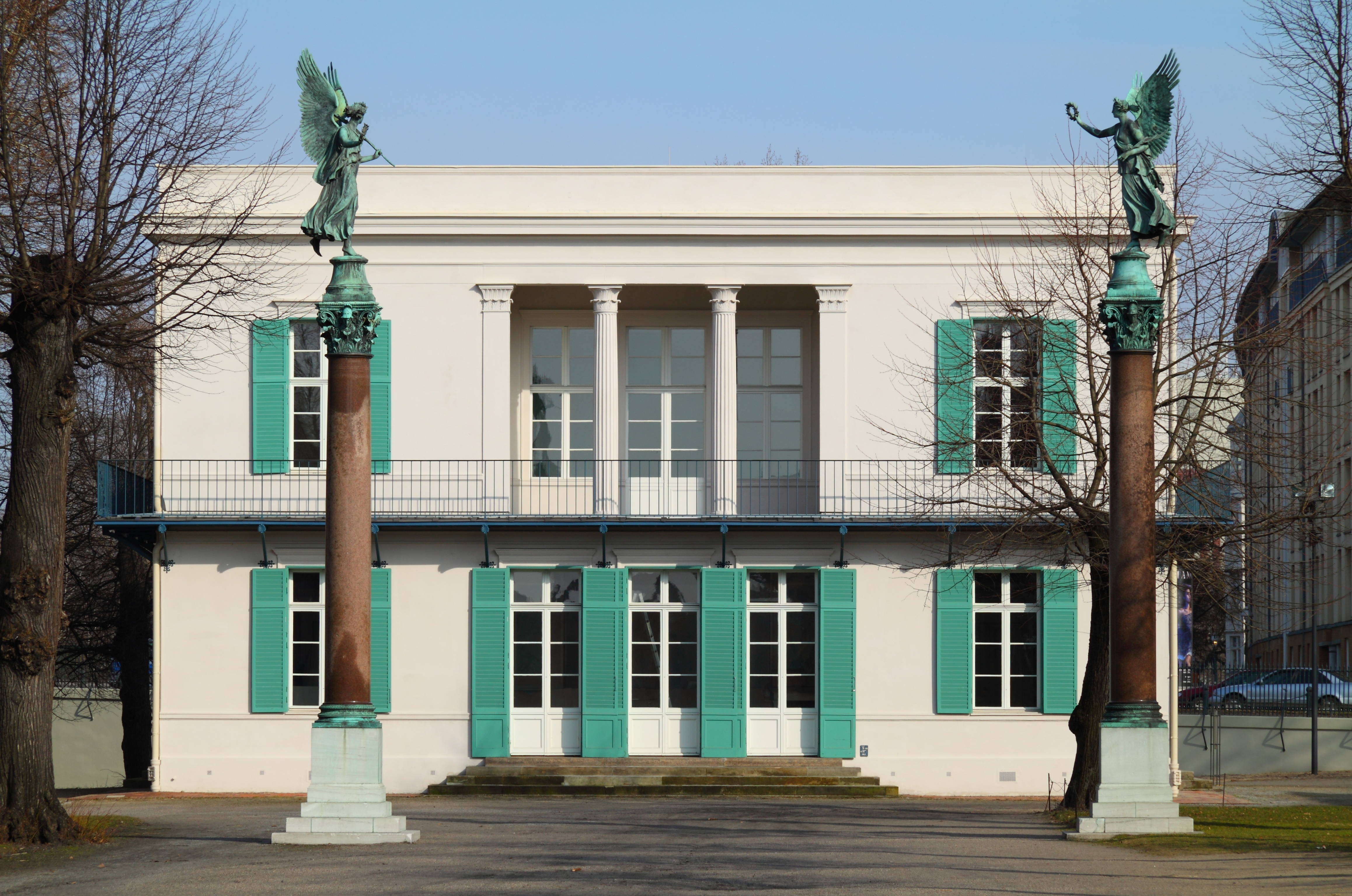
Статуи «Побед». 1839. Бронза. Новый Павильон (Павильон Шинкеля). Шарлоттенбург, Берлин. 1824—1825
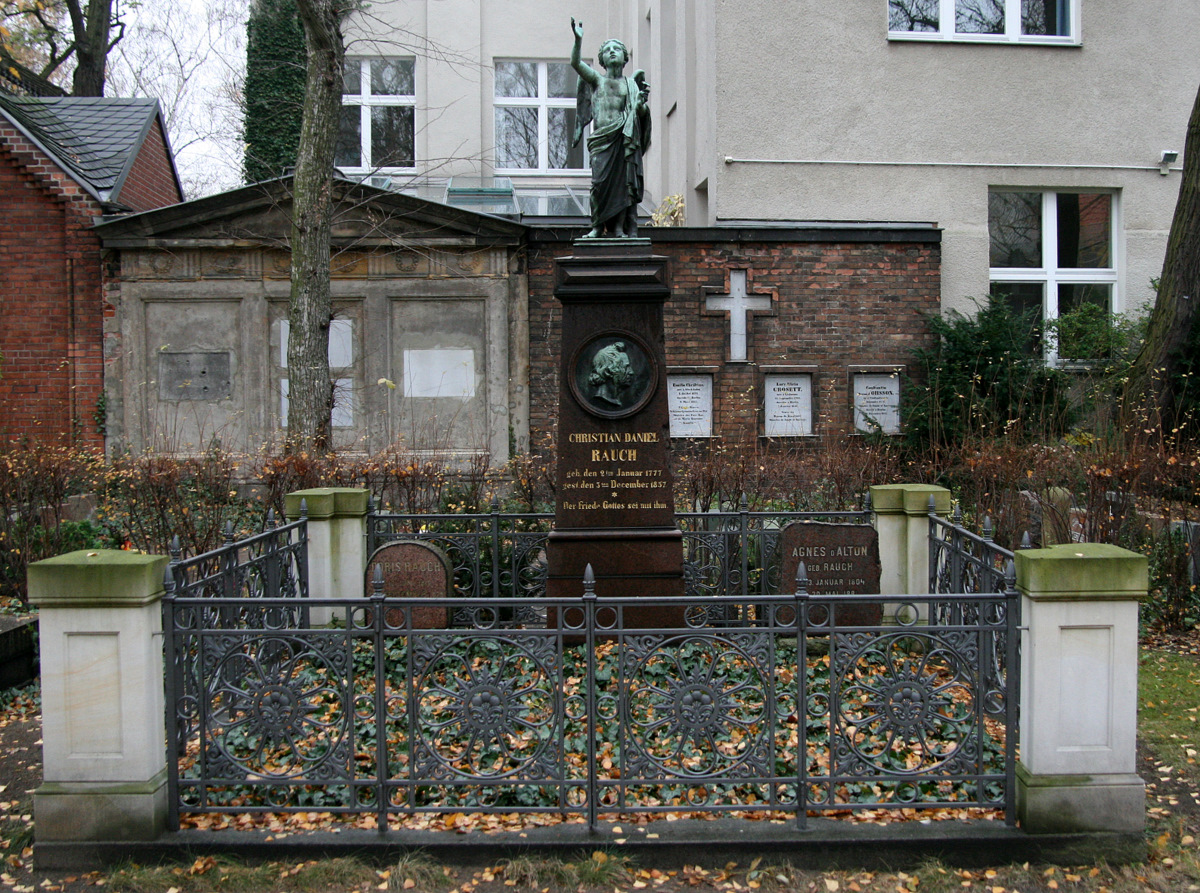
Мемориал К. Д. Рауха в Берлине

На протяжении всей своей жизни Раух проявлял большой интерес ко всем видам искусства и художественных ремёсел. Он помогал другим скульпторам, резчикам по мрамору и литейщикам по металлу. Он консультировал принцев и богатых коллекционеров по вопросам приобретения античных статуй в Италии и Греции. Кроме того, он позаботился о том, чтобы берлинский литейный завод был укомплектован хорошими мастерами-литейщиками. По его инициативе немецких специалистов несколько раз отправляли в Санкт-Петербург и Париж. Он побывал во многих европейских городах, посещал церкви, замки, музеи, а также мастерские своих коллег. В 1830 году он предпринял свою четвёртую поездку в Италию, а в 1855 году — пятую.
Раух был принят в учёные сообщества, академии и художественные кружки, отмечен многочисленными наградами и орденами. В 1832 году стал членом Берлинской академии искусств. 31 мая 1842 года награждён прусским орденом Pour le Mérite «за заслуги в науке и искусстве», кроме того орденом Максимилиана «За достижения в науке и искусстве». В 1851 году он был удостоен звания почётного доктора философского факультета Университета Фридриха Вильгельма в Берлине.
Раух заболел только в последние несколько месяцев на восьмидесятом году своей жизни и отправился на лечение в Дрезден. Там он умер 3 декабря 1857 года в 7 часов утра, пролежав без сознания 48 часов. Почётная могила Рауха находится на Доротеенштадтском кладбище в Берлине. В Бад-Арользене имеется дом-музей Кристиана Даниэля Рауха (Christian-Daniel-Rauch-Geburtshaus).
Учениками Рауха были Фридрих Драке, создавший фигуру Виктории для Берлинской колонны Победы, Эрнст Ритшель, автор памятника Гёте и Шиллеру в Веймаре, Альберт Вольф, Бернхард Афингер, Август Кисс, Теодор Калиде и многие другие. Когда совсем юные претенденты просили, чтобы их приняли в его мастерскую, Раух обычно рекомендовал им провести от четырёх до пяти лет в подмастерьях у каменщика, чтобы досконально изучить технику этого ремесла и только потом посвятить себя искусству ваяния.

## Произведения Рауха для России
Родственные связи прусского и российского императорского дворов сыграли важную роль в развитии немецкого искусства и, в частности, в творческой биографии Кристиана Даниэля Рауха. В Карраре Раух создал статую русского императора Александра I, он также выполнил бюсты великого князя Николая Павловича, его супруги Александры Фёдоровны.
По заказу императора Николая I в 1839 году он создал мраморную статую на античную тему «Данаида», которая была подарена императрице. Вместе с бюстами королевы Луизы и Фридриха Вильгельма III, произведениями Торвальдсена и Кановы «Данаида» экспонируется в Галерее истории древней живописи (зал № 241) здания Нового Эрмитажа в Санкт-Петербурге.
В 1854 году в Нижнем парке Петергофа у подножия Большого каскада по проекту архитектора А. И. Штакеншнейдера были созданы два «Фонтана мраморных скамей». Восточный фонтан украшен вызолоченной статуей Данаиды — копией И. П. Витали по модели К. Д. Рауха.

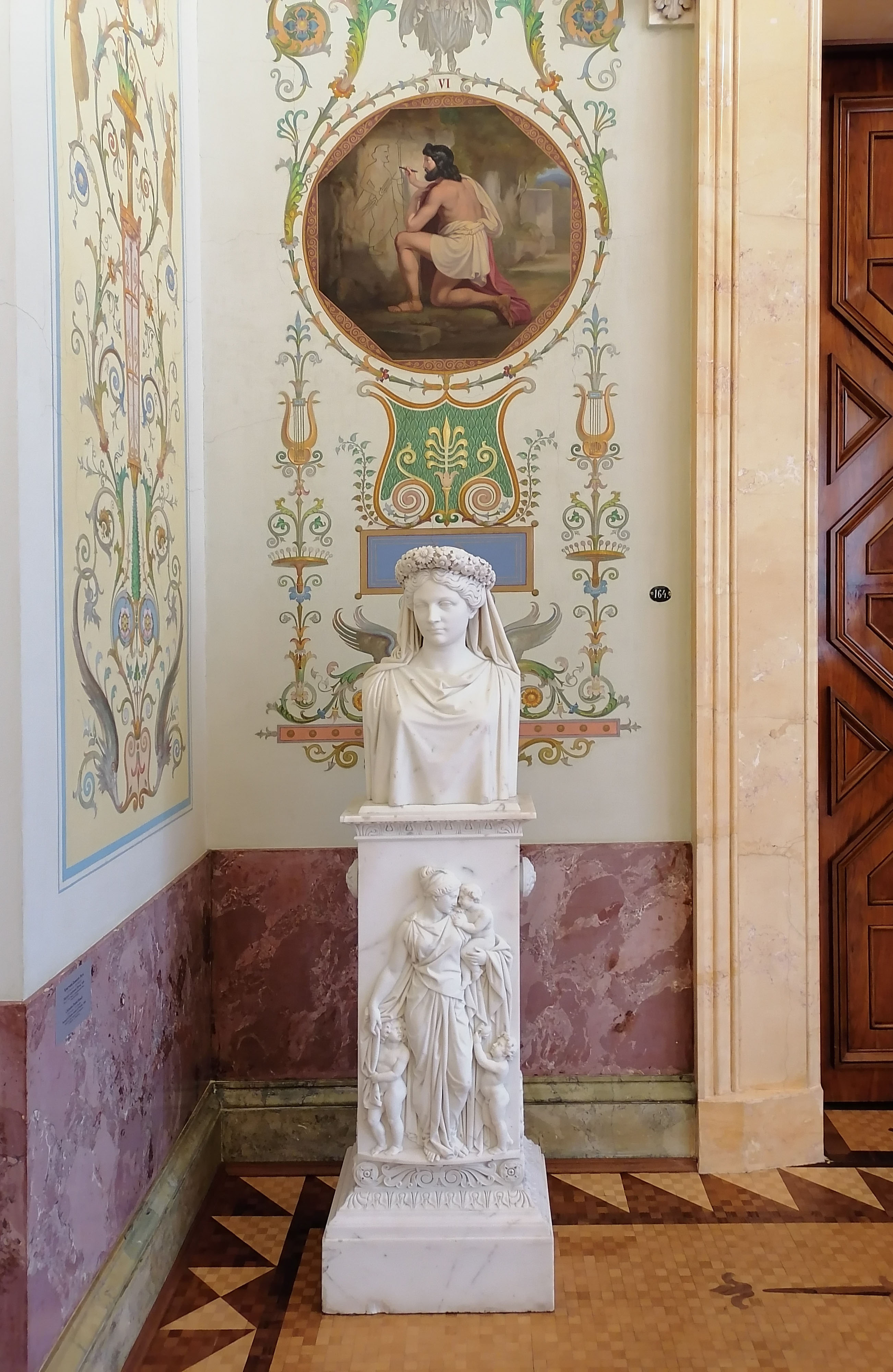
Портрет прусской королевы Луизы в венке из цветов, с постаментом, украшенном барельефом «Милосердие». 1817. Бюст-герма. Мрамор
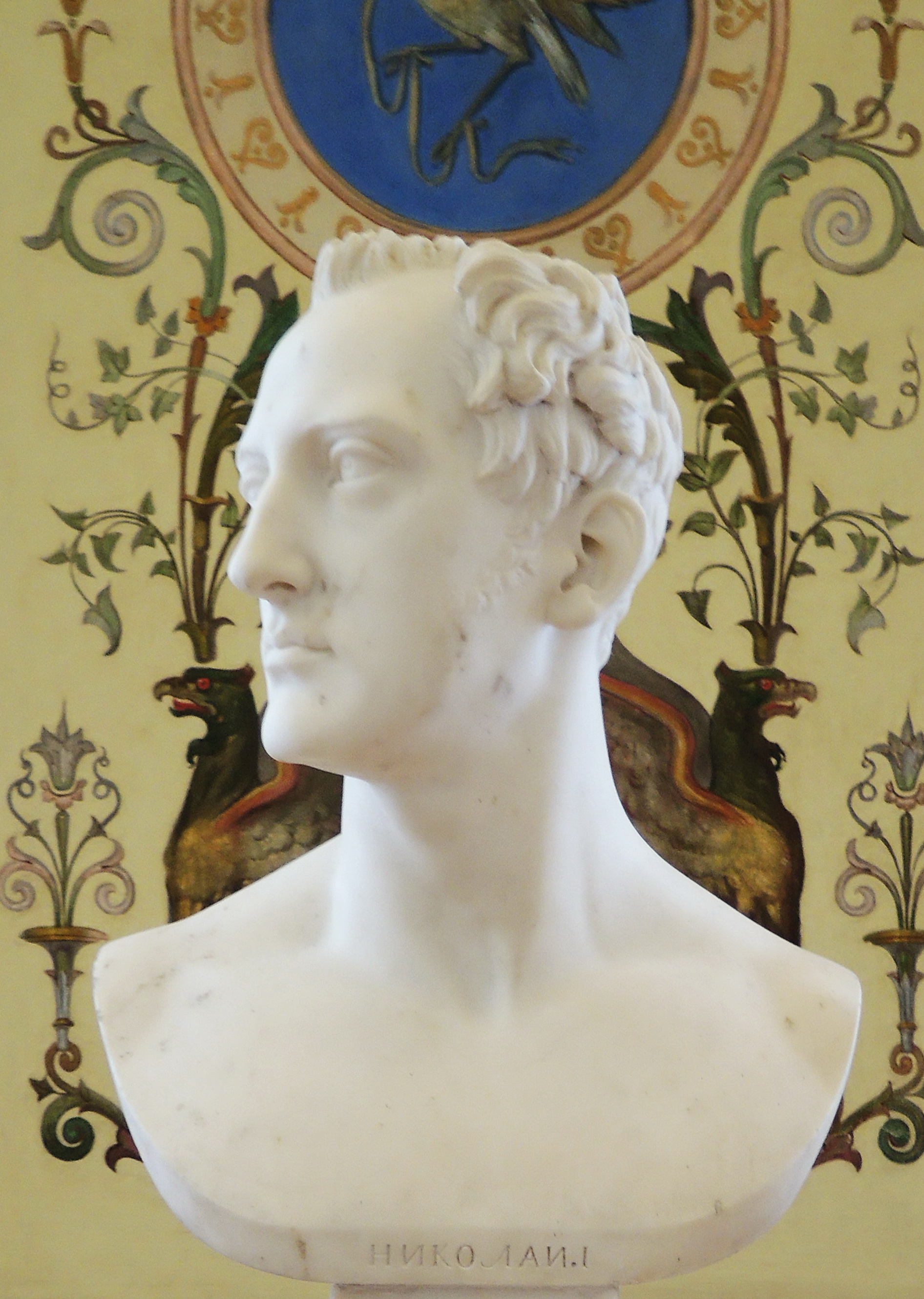
Бюст императора Николая I. Мрамор. Государственный Эрмитаж, Санкт-Петербург
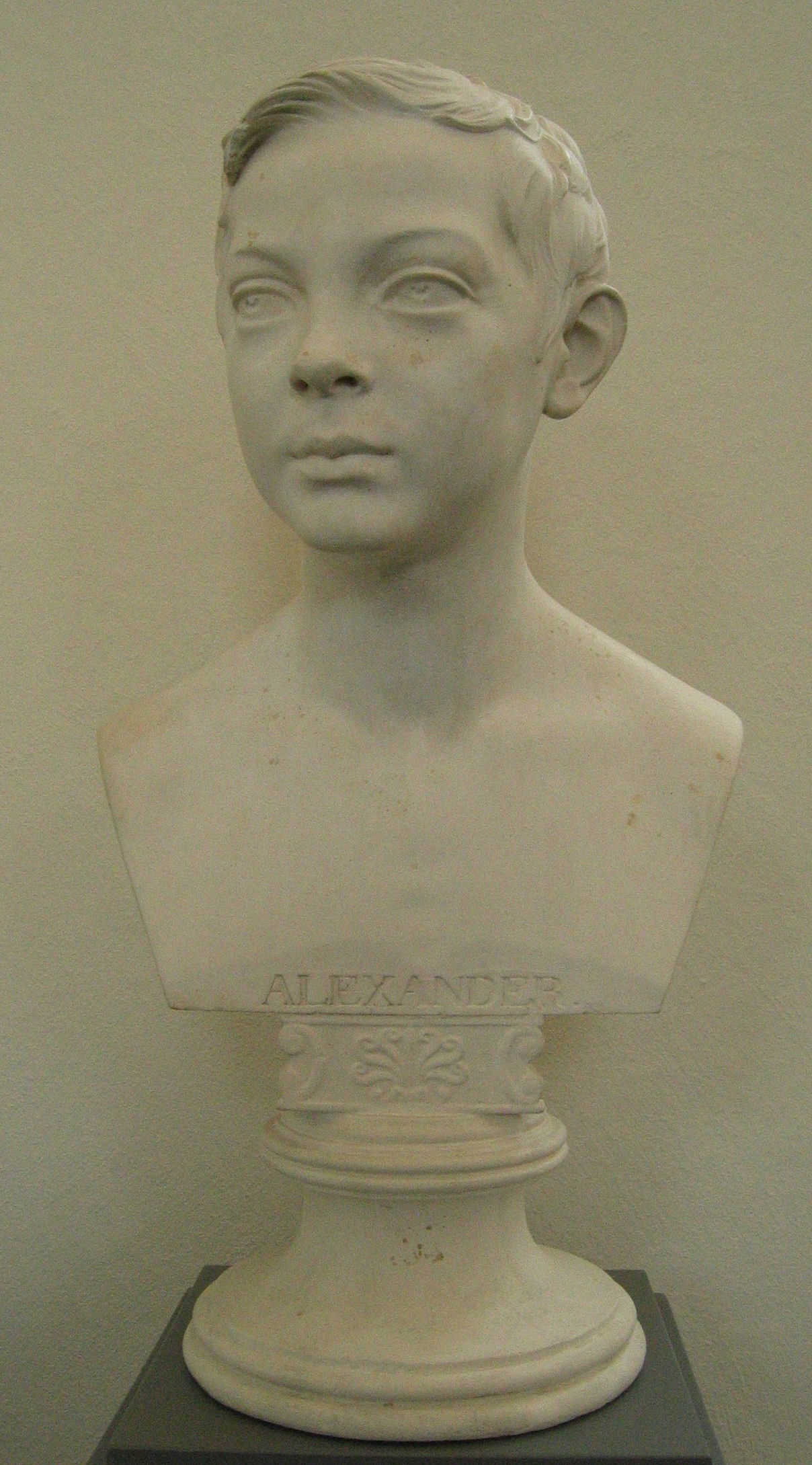
Бюст наследника Александра ребёнком. 1829. Мрамор
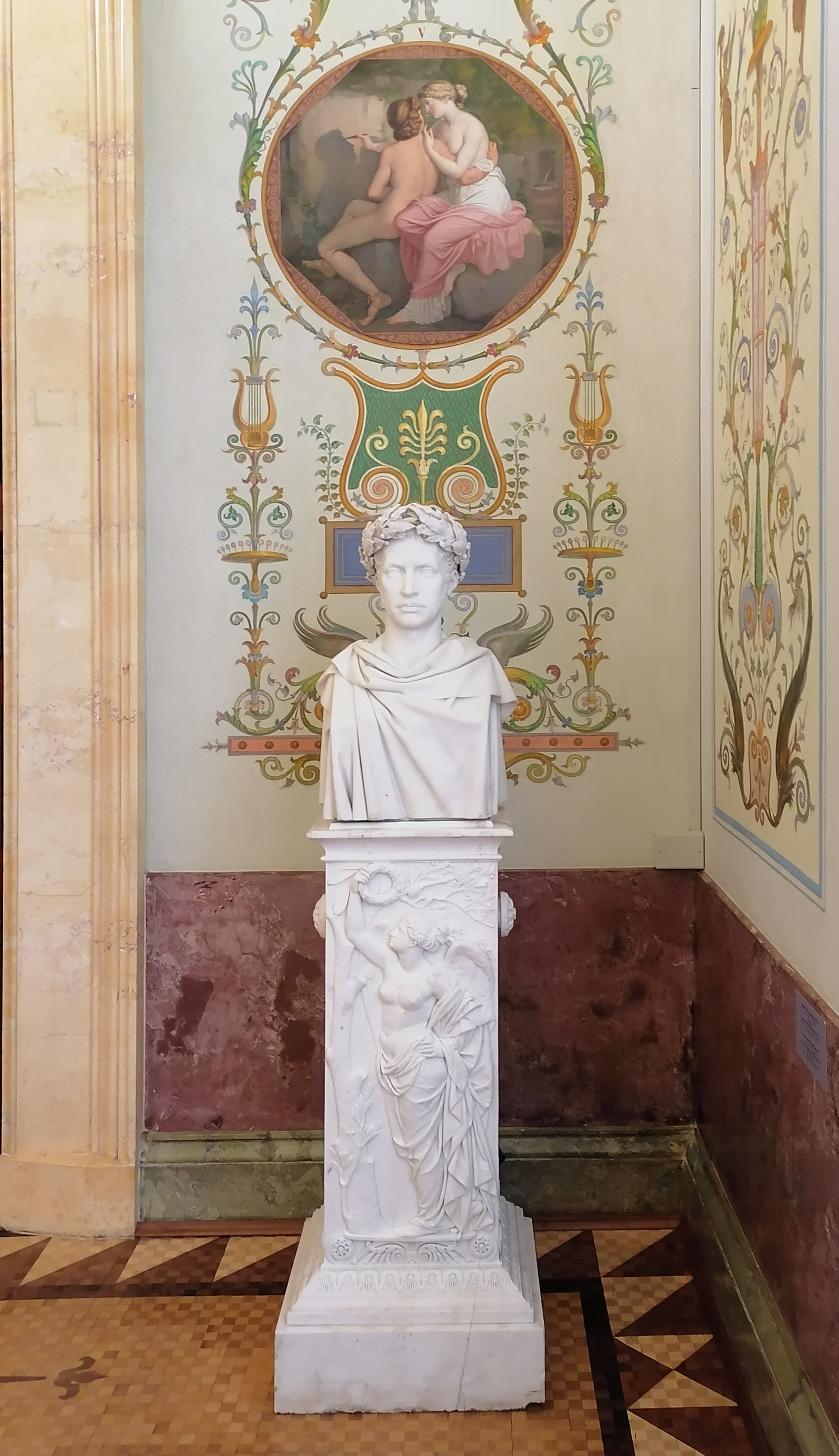
Портрет Фридриха Вильгельма III в лавровом венке, с собственным постаментом, украшенном барельефом «Виктория». 1817. Бюст-герма. Мрамор;
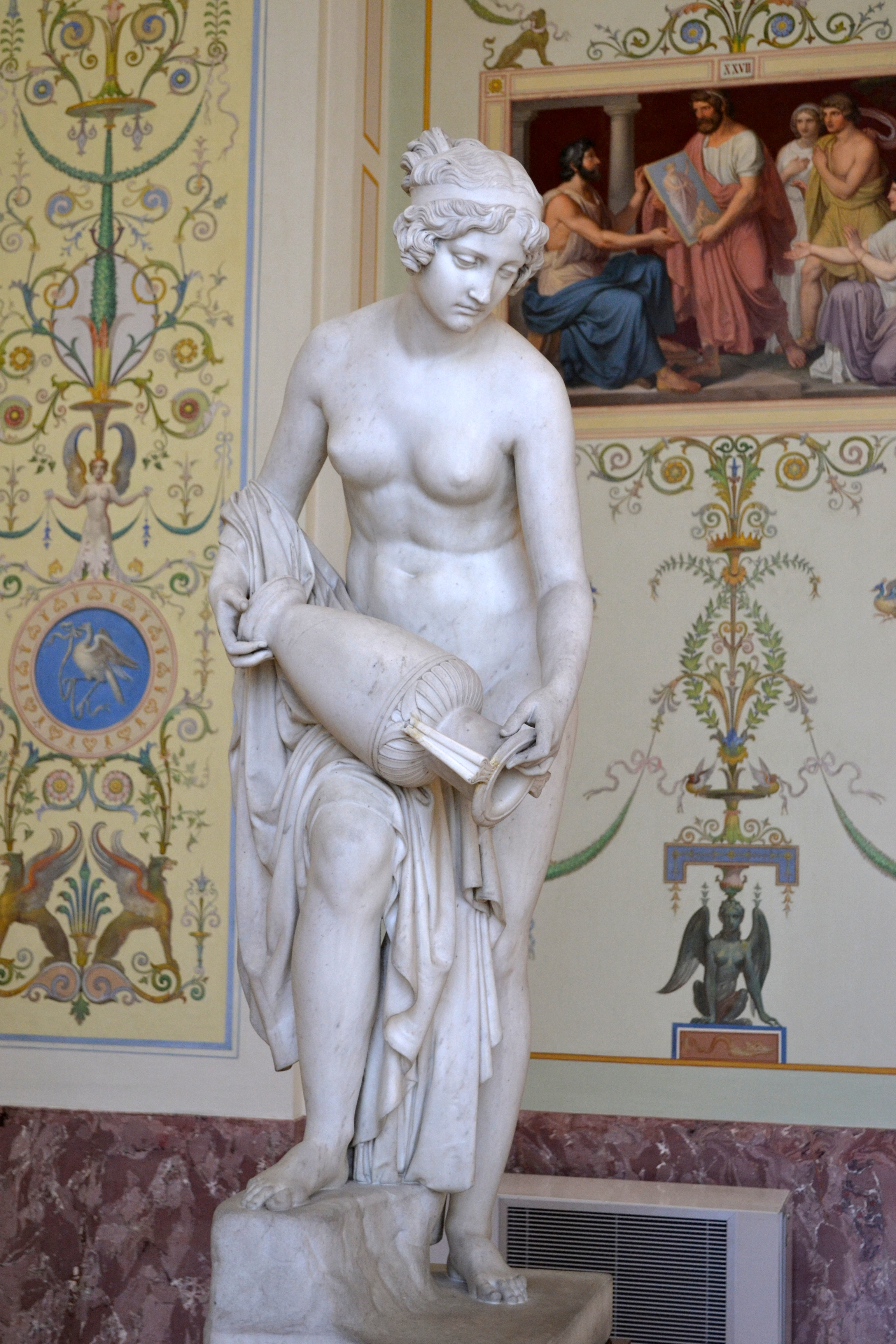
Данаида. 1839. Мрамор. Новый Эрмитаж, Санкт-Петербург
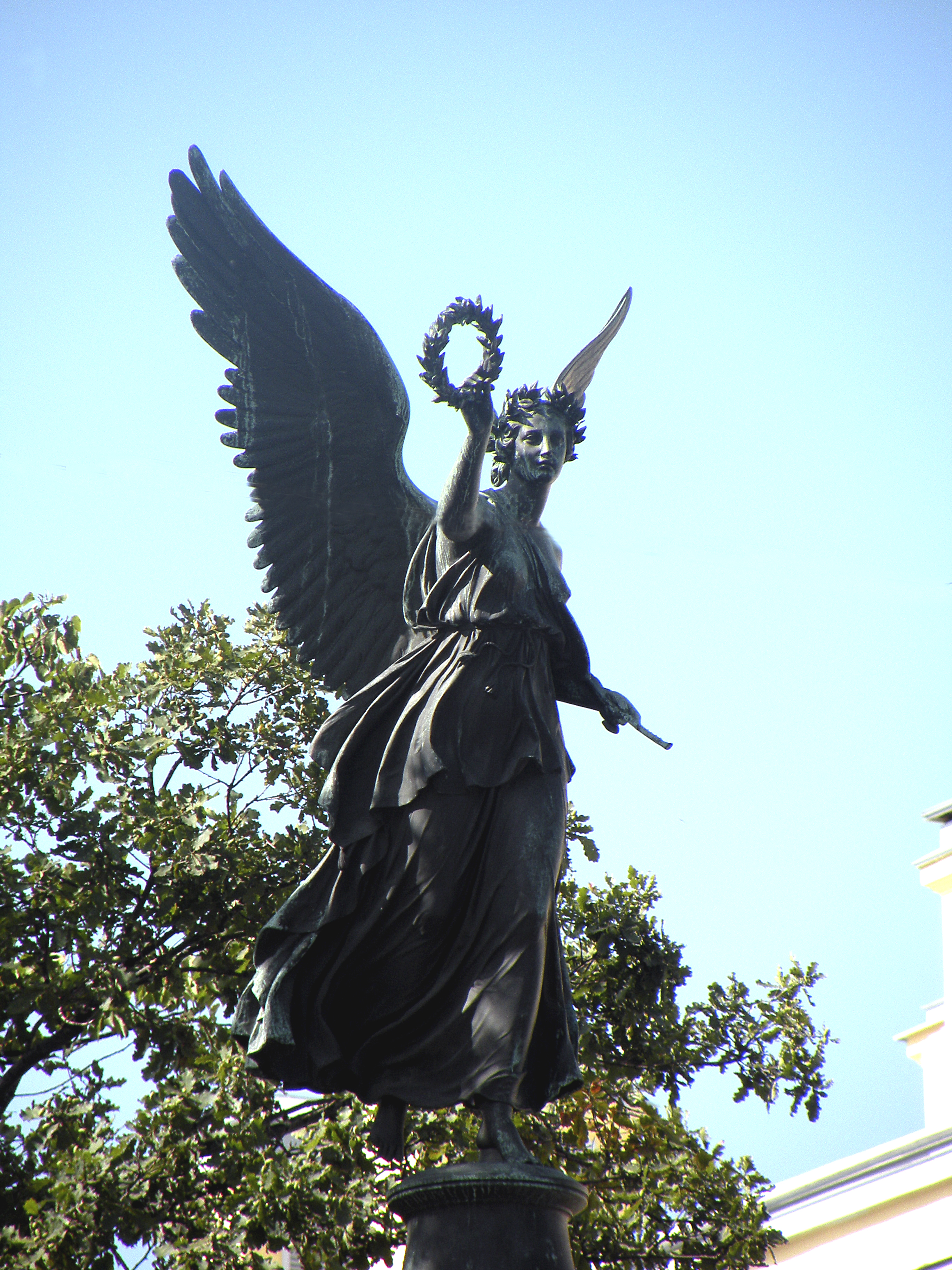
Статуя Нике[10]. 1844. Навершие колонны. Конногвардейский бульвар, Санкт-Петербург.

В 1843 году император Николай I подарил королю Пруссии Фридриху Вильгельму IV две бронзовые группы «Укротителей коней», созданные скульптором П. К. Клодтом для Аничкова моста в Санкт-Петербурге. В качестве ответного подарка прусский король заказал Рауху изготовление копий двух аллегорических статуй крылатых «Побед», созданных им и установленных в парке эрцгерцогского дворца в Шарлоттенбурге в 1839 году и в Берлине на Белле-Аллианс-Плац в 1843 году. Парные статуи были отлиты к ноябрю 1844 года в Лауххаммере и подготовлены для отправки в Россию. Раух составил и проект колонны для установки скульптур, аналогичный осуществлённому им в Берлине.
В январе 1845 года, когда скульптуры и проект с пояснительной запиской Рауха были доставлены в Санкт-Петербург. Николай I поручил архитектору К. И. Росси разработать проект их установки. Росси предложил водрузить статуи на гранитные колонны, которые поставить между зданием Конногвардейского манежа и зданиями Сената и Синода в начале бульвара на месте засыпанного в 1842 году Адмиралтейского канала. Работами по установке колонн в 1845—1846 годах руководил архитектор Н. Е. Ефимов. В ходе работ К. И. Росси внёс изменения в проект постамента, а также вместо мраморных капителей и баз предложил выполнить их из бронзы. Бронзовые капители и базы изготовлены бронзовых дел мастером Нерике. Общая высота сооружений — 12 м, в том числе скульптур — 2,5 м.

## Памятник И. Канту и мемориал королевы Луизы в Кёнигсберге

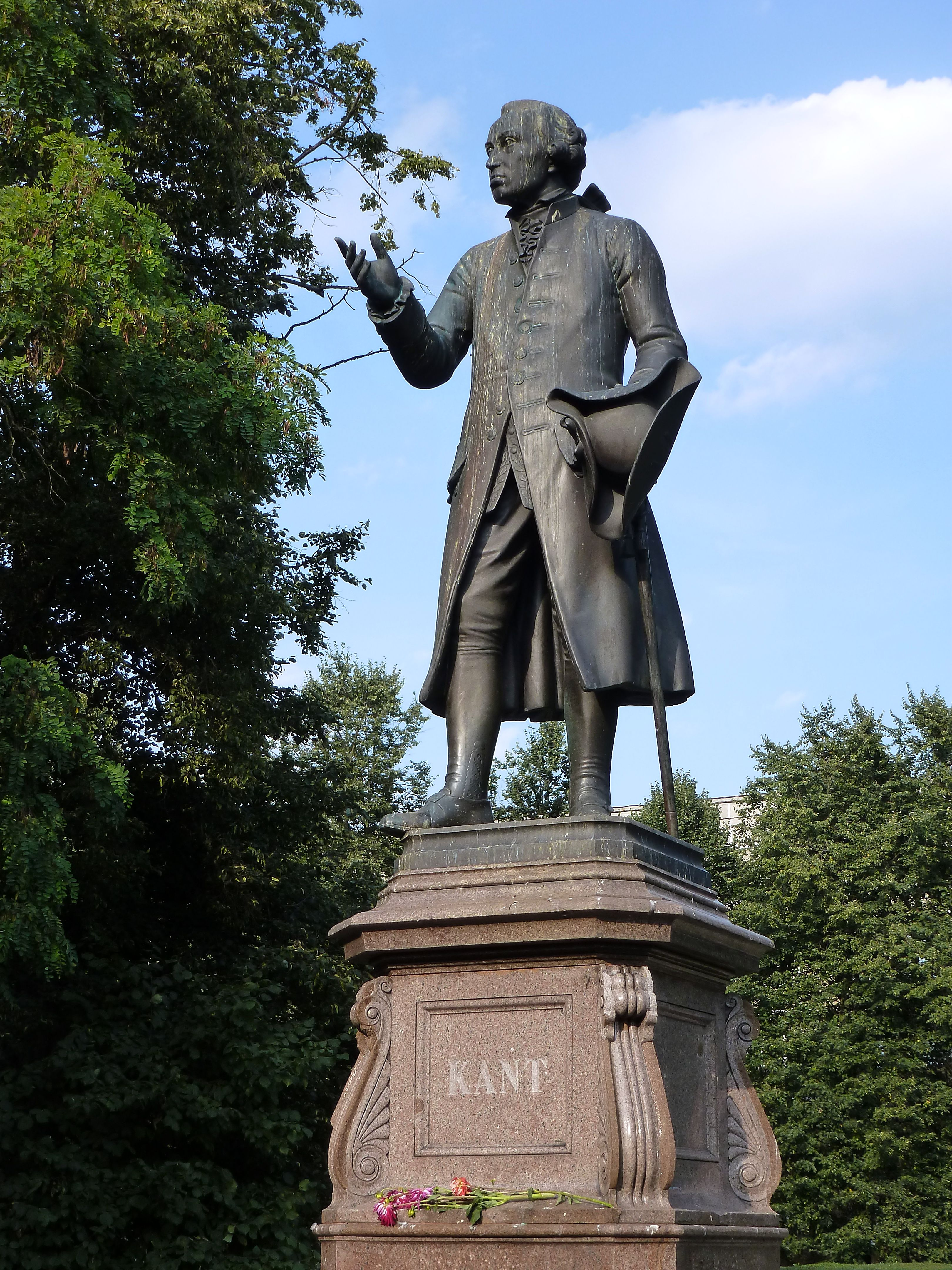
Памятник Иммануилу Канту в Кёнигсберге. 1864. Бронза. Воссоздание

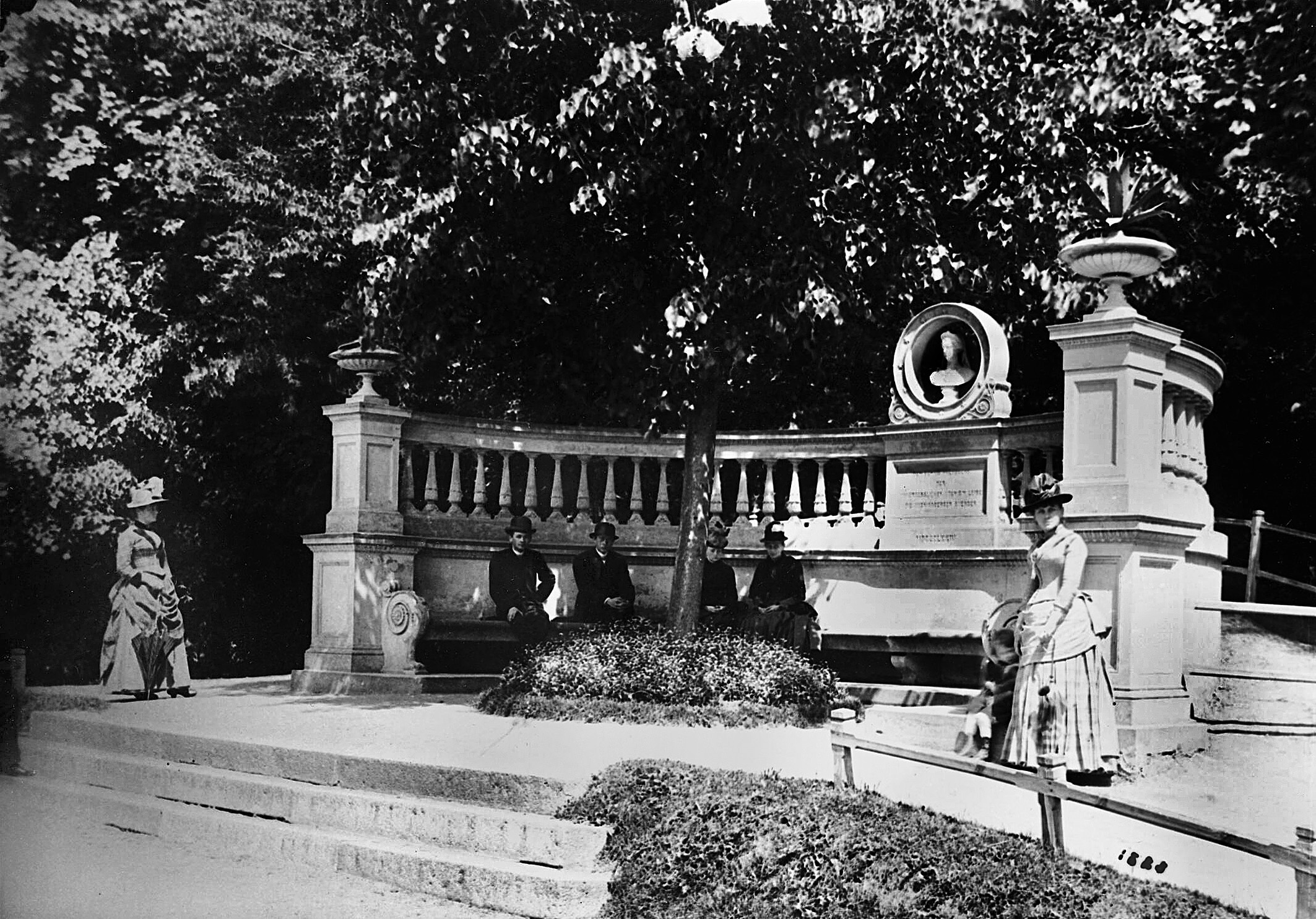
Памятник Королеве Луизе в парке Королевы Луизы. Кёнигсберг

Знаменитый ныне памятник выдающемуся философу Иммануилу Канту на его родине в Кёнигсберге (Восточная Пруссия) был открыт в 1864 году. Памятник был отлит по модели Рауха в 1857 году в мастерской Гладенбека в Берлине и установлен в год шестидесятилетия со дня смерти Канта перед его домом в Кёнигсберге. В 1885 году памятник был перенесён к новому зданию университета на Парадеплац, где стоял до конца Второй мировой войны. В 1945 году вывезен в поместье [Фридрихштайн (ныне окрестности посёлка Каменка в 9 км от Калининграда) уроженкой этих мест графиней Марион Дёнгоф. Однако после штурма города советскими войсками скульптура бесследно исчезла.
Памятник был воссоздан в 1992 году немецким скульптором Харальдом Хааке (нем. Harald Haacke) по сохранившейся модели и открыт 27 июня 1992 в сквере перед зданием университета, то есть рядом с тем местом, где с 1884 года стоял оригинал памятника. Там же находился Памятник королеве Луизе у кирхи, посвящённой её памяти. Раухом был изваян мраморный портрет Луизы, ниже надпись: «Гению Пруссии, незабываемой королеве — от граждан Кёнигсберга. 1874 год».